# بروس أندرسون (جندي)
بروس أندرسون (بالإنجليزية: Bruce Anderson)‏ هو جندي أمريكي، ولد في 19 يونيو 1845 في المكسيك، وتوفي في 22 أغسطس 1922 في ألباني في الولايات المتحدة.